# Elecciones municipales del Santa de 1993
Las elecciones municipales del Santa de 1993 se llevaron a cabo el 29 de enero de 1993 para elegir al alcalde y al Concejo Provincial del Santa para el periodo 1993-1995. La elección se celebró simultáneamente con elecciones municipales en todo el país.

## Sistema electoral
La Municipalidad Provincial del Santa es el órgano administrativo y de gobierno de la provincia del Santa. Está compuesta por el alcalde y el Concejo Provincial.
La votación del alcalde y el concejo se realiza en base al sufragio universal, que comprende a todos los ciudadanos nacionales mayores de dieciocho años, empadronados y residentes en la provincia del Santa y en pleno goce de sus derechos políticos, así como a los ciudadanos no nacionales residentes y empadronados en la provincia del Santa.
El Concejo Provincial del Santa está compuesto por 19 regidores elegidos por sufragio directo para un período de tres (3) años, en forma conjunta con la elección del alcalde (quien lo preside). La votación es por lista cerrada y bloqueada. Se asigna a la lista ganadora los escaños según el método d'Hondt o la mitad más uno, lo que más le favorezca.

## Composición del Concejo Provincial del Santa
La siguiente tabla muestra la composición del Concejo Provincial del Santa antes de las elecciones.
| Partidos | Partidos                | Regidores |
| -------- | ----------------------- | --------- |
|          | Partido Aprista Peruano | 13        |
|          | Izquierda Unida         | 3         |
|          | Frente Democrático      | 3         |

## Partidos y candidatos
A continuación se muestra una lista de los principales partidos y alianzas electorales que participaron en las elecciones:
| Candidatura | Candidatura | Partidos y alianzas                               | Candidatos | Candidatos                | Ideología                                                  | Resultado previo | Resultado previo | Ref. |
| Candidatura | Candidatura | Partidos y alianzas                               | Candidatos | Candidatos                | Ideología                                                  | Votos (%)        | Reg.             | Ref. |
| ----------- | ----------- | ------------------------------------------------- | ---------- | ------------------------- | ---------------------------------------------------------- | ---------------- | ---------------- | ---- |
|             | APRA        | Lista - Partido Aprista Peruano (APRA)            |            | Oswaldo Pérez Gamboa      | Aprismo                                                    | 57.62%           | 13               |      |
|             | PPC         | Lista - Partido Popular Cristiano (PPC)           |            | Víctor Mendoza Castillo   | Democracia cristiana Conservadurismo Liberalismo económico | 16.68%           | 3                |      |
|             | Frepap      | Lista - Frente Popular Agrícola del Perú (Frepap) |            | Carlos Carrión Loyola     | Israelismo Fundamentalismo cristiano Populismo             | Nuevo            | Nuevo            |      |
|             | IND         | Lista - Lista Independiente N° 3 Región Chavín    |            | Guzmán Aguirre Altamirano | Localismo santeño                                          | Nuevo            | Nuevo            |      |

Otros candidatos
| Partidos y alianzas | Partidos y alianzas                                         | Candidatos               |
| ------------------- | ----------------------------------------------------------- | ------------------------ |
|                     | Lista Independiente N° 5 Nueva Generación                   | Nelson Vásquez Baca      |
|                     | Lista Independiente N° 7 Movimiento Avanzada Regional       | Víctor Unyén Velezmoro   |
|                     | Lista Independiente N° 9 Agro y Pesca                       | Sergio Dulong Dulog      |
|                     | Lista Independiente N° 11 El Mejor Equipo                   | Rosa Esquerre Barco      |
|                     | Lista Independiente N° 13 Frente de Unidad Popular          | Víctor Bustamante Loayza |
|                     | Lista Independiente N° 15 Movimiento 2000 Nuevo Destino     | Manuel Alva Álvarez      |
|                     | Lista Independiente N° 17 Pie Firme                         | Antenor Martel Agreda    |
|                     | Lista Independiente N° 19 Movimiento Independiente Nacional | Roberto Chu Meriz        |
|                     | Lista Independiente N° 21 El Verdadero Cambio               | Tayler Perales Asteta    |

## Resultados

### Sumario general
|                        |                                                             |              |              |              |           |           |
| Partidos y coaliciones | Partidos y coaliciones                                      | Voto popular | Voto popular | Voto popular | Regidores | Regidores |
| Partidos y coaliciones | Partidos y coaliciones                                      | Votos        | %            | ±pp          | Total     | +/−       |
|                        | Partido Aprista Peruano (APRA)                              | 40,721       | 41.66        | –15.96       | 11        | –2        |
|                        | Lista Independiente N° 3 Región Chavín                      | 40,240       | 41.17        | n/a          | 8         | +8        |
|                        | Lista Independiente N° 7 Movimiento Avanzada Regional       | 3,081        | 3.15         | n/a          | 0         | ±0        |
|                        | Partido Popular Cristiano (PPC)                             | 2,818        | 2.88         | n/a          | 0         | ±0        |
|                        | Lista Independiente N° 13 Frente de Unidad Popular          | 2,213        | 2.26         | n/a          | 0         | ±0        |
|                        | Lista Independiente N° 5 Nueva Generación                   | 1,864        | 1.91         | n/a          | 0         | ±0        |
|                        | Lista Independiente N° 9 Agro y Pesca                       | 1,790        | 1.83         | n/a          | 0         | ±0        |
|                        | Frente Popular Agrícola del Perú (Frepap)                   | 1,409        | 1.44         | Nuevo        | 0         | ±0        |
|                        | Lista Independiente N° 21 El Verdadero Cambio               | 1,258        | 1.29         | n/a          | 0         | ±0        |
|                        | Lista Independiente N° 11 El Mejor Equipo                   | 919          | 0.94         | n/a          | 0         | ±0        |
|                        | Lista Independiente N° 19 Movimiento Independiente Nacional | 701          | 0.72         | n/a          | 0         | ±0        |
|                        | Lista Independiente N° 17 Pie Firme                         | 393          | 0.40         | n/a          | 0         | ±0        |
|                        | Lista Independiente N° 15 Movimiento 2000 Nuevo Destino     | 345          | 0.35         | n/a          | 0         | ±0        |
|                        |                                                             |              |              |              |           |           |
| Total                  | Total                                                       | 97,752       |              |              | 19        | ±0        |
|                        |                                                             |              |              |              |           |           |
| Votos válidos          | Votos válidos                                               | 97,752       | 100.00       | +7.79        |           |           |
| Votos en blanco        | Votos en blanco                                             | 0            | 0.00         | –1.23        |           |           |
| Votos nulos            | Votos nulos                                                 | 0            | 0.00         | –3.62        |           |           |
| Votos emitidos         | Votos emitidos                                              | 97,752       | 52.83        | –19.73       |           |           |
| Abstenciones           | Abstenciones                                                | 87,266       | 47.17        | +19.73       |           |           |
| Votantes registrados   | Votantes registrados                                        | 185,018      |              |              |           |           |
|                        |                                                             |              |              |              |           |           |
| Fuente:                |                                                             |              |              |              |           |           |

## Elecciones municipales distritales

### Resultados por distrito
La siguiente tabla enumera el control de los distritos de la provincia del Santa. El cambio de mando de una organización política se resalta del color de ese partido.
| Distrito         | Alcalde(sa) titular       | Partido político | Partido político         | Alcalde(sa) electo(a)        | Partido político | Partido político          |
| ---------------- | ------------------------- | ---------------- | ------------------------ | ---------------------------- | ---------------- | ------------------------- |
| Cáceres del Perú | Wilfredo Gambini Escudero |                  | Partido Aprista Peruano  | Wilfredo Gambini Escudero    |                  | Partido Aprista Peruano   |
| Coishco          | Luis Torres Rojas         |                  | Lista Independiente N° 7 | Juan Vásquez Cruzado         |                  | Partido Aprista Peruano   |
| Macate           | Marco Salinas Agurto      |                  | Frente Democrático       | Miguel Contreras Gonzales    |                  | Partido Popular Cristiano |
| Moro             | Porfirio Villón Sotelo    |                  | Partido Aprista Peruano  | Elsie Rincón Núnez de Torres |                  | Lista Independiente N° 3  |
| Nepeña           | Augusto Franklin Lazarte  |                  | Partido Aprista Peruano  | David Collantes Diestra      |                  | Amistad y Cambio          |
| Samanco          | José Romero Urbina        |                  | Izquierda Unida          | Jaime Casana Escobedo        |                  | Partido Popular Cristiano |
| Santa            | Eugenio Jara Acosta       |                  | Partido Aprista Peruano  | Eugenio Jara Acosta          |                  | Partido Aprista Peruano   |